# Flughafen Kukës

i7
i11
i13

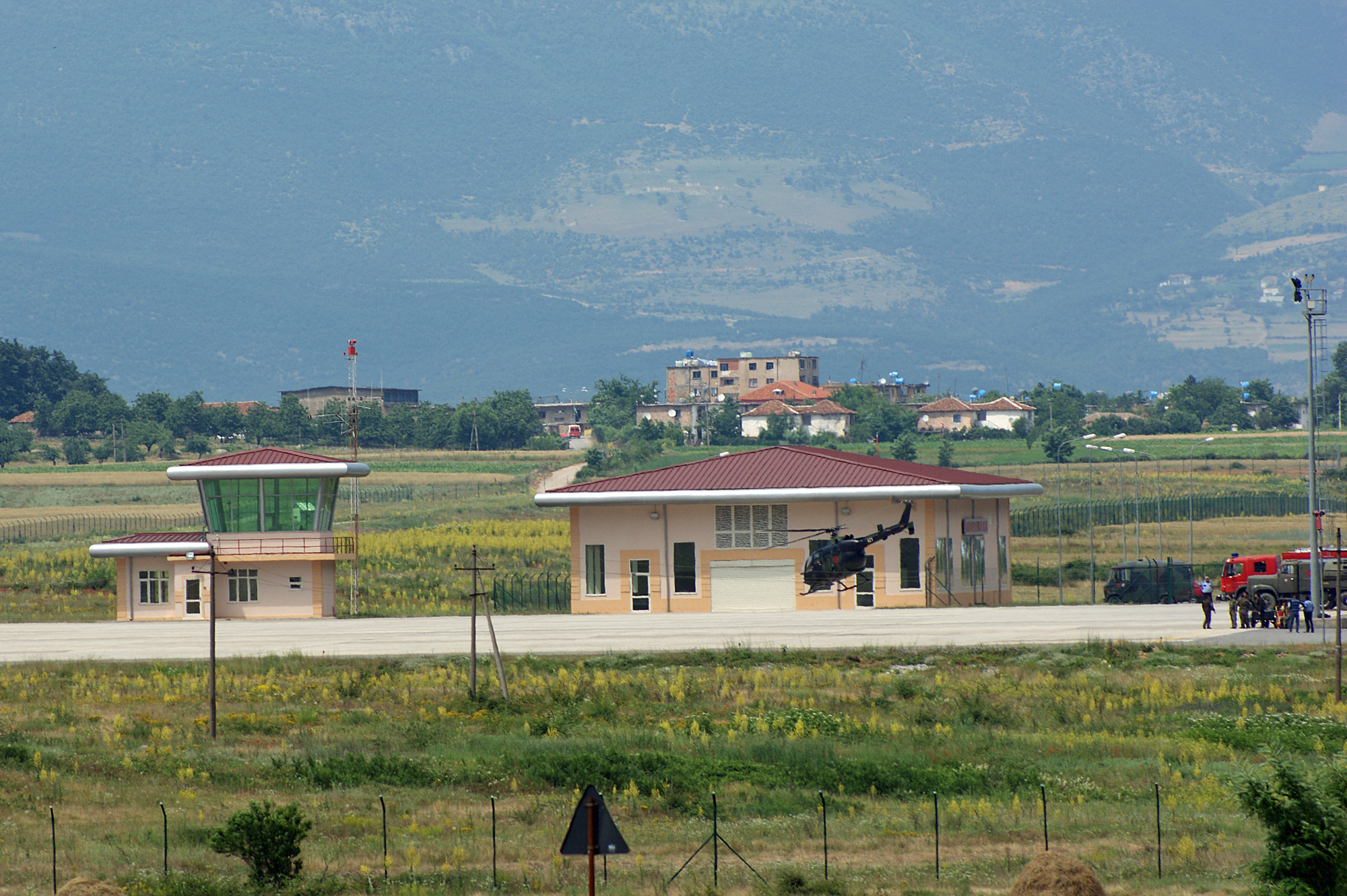
Hubschrauber der albanischen Luftwaffe auf dem Flugplatz – altes Terminal 2011

Der Flughafen Kukës (albanisch Aeroporti i Kukësit, IATA-Code: KFZ, ICAO-Code: LAKU), offiziell Kukës International Airport Zayed, ist Albaniens zweiter funktionstüchtiger ziviler Verkehrsflughafen. Der Flughafen liegt wenige Kilometer südlich der nordostalbanischen Stadt Kukës beim Dorf Shtiqën. Im Jahr 2009 wurden auf dem vom emiratischen Scheich Muhammad bin Zayid Al Nahyan geschenkten und nach ihm benannten Flughafen erste Flüge durchgeführt; Linienflugverkehr gab es aber nie. 2020/21 wurde der Terminal neu gebaut und die Piste verlängert, um gängige Standardrumpfflugzeuge abfertigen zu können. Im Juli 2021 wurde der internationale Flugverkehr aufgenommen.

## Nutzungspotential und -probleme
Das Potential für Flugverkehr ist im armen albanischen Nordosten nicht groß. Ein Businessplan wurde von Regierungsseite noch nicht erstellt. Insbesondere seit der Eröffnung der Autobahn von Durrës nach Kukës fehlt der Bedarf an inneralbanischen Flügen: Reisen mit dem Auto in die albanischen Zentren an der Küste sind dadurch um viele Stunden kürzer geworden und sehr günstig. Ursprünglich soll der Flughafen vor allem für Warentransporte errichtet worden sein.
Dank der neuen Autobahn steht der Flughafen aber in direkter Konkurrenz zum Flughafen Tirana, der nur etwa anderthalb Stunden entfernt ist. Ein weiteres mögliches Potential besteht im internationalen Reiseverkehr nach Kosovo. Kukës, das 45 Kilometer von Prizren entfernt ist, könnte als Verkehrsflughafen für den Südwesten Kosovos dienen und so den Flughafen Prishtina entlasten.
Von und nach Kukës konnten bis ins Jahr 2016 keine internationalen Flüge durchgeführt werden. Hochtief Airport, die Betreiberin des Flughafens Tirana (heute Avialliance), hat sich 2004 vertraglich ein Exklusivrecht für 20 Jahre zusichern lassen, dass alle internationalen Flüge nach Albanien über den Flughafen Tirana gehen müssen. Die Betreiber des Flughafens Tirana dementierten 2006, sie hätten ein Interesse, auch den Flughafen Kukës zu betreiben. Sie würden aber die verantwortlichen Behörden bei der Entwicklung des Flughafens unterstützen. Das Exklusivrecht sei laut Vertrag aber nur bis zu einer bestimmten Passagierfrequenz am Flughafen Tirana gültig, die zwischenzeitlich überschritten worden sei. Hochtief Airport und die albanische Regierung verhandelten bereits im Dezember 2010 die Details des Konzessionsvertrags neu aus mit dem Ziel, nicht nur den internationalen Flugbetrieb in Kukës aufnehmen zu können, sondern auch einen neuen Flughafen bei Saranda bauen zu können. Aber erst im April 2016 konnten sich die Vertragsparteien einigen. Der Flughafen Tirana verlor das Exklusivrecht für internationale Flugverbindungen und profitierte im Gegenzug von einer Verlängerung der Konzession um zwei Jahre. Die Regierung von Edi Rama erklärte, den Flughafen in Kukës bis Ende des Jahres in Betrieb nehmen zu wollen, was rund 200 Stellen schaffen würde, aber noch Investitionen von rund drei Millionen Euro benötige.
Es wurden auf dem Flughafen auch schon Hubschrauber der albanischen Luftwaffe gesichtet.
Die Anzahl der Passagiere für die erste Saison im Sommer 2021 wurde mit über 12.000 angegeben. Mitte Juni 2022 registrierte man für das laufende Jahr 40 abgewickelte Flüge mit 2.728 Passagieren, davon waren 80 % aus dem Ausland, insbesondere aus dem Kosovo.
Der Rückzug von Wizz Air vom Flughafen wurde mit der schwierigen Lage und dem Wetter begründet. Eingebettet zwischen hohen Bergen war der Landeanflug kompliziert. Viele Flüge hätten deswegen nicht wie geplant durchgeführt werden können. Aviatik-Experten erklärten, dass ein Instrumentenanflug nicht möglich sei, so dass Wolken oft eine Landung unmöglich machten.

## Fluggesellschaften und Ziele
Der Flughafen wird im Winter nicht bedient. Seit Mitte Juli 2023 wird Kukës von keiner Airline mehr regelmäßig angeflogen. Einzig Air Albania hatte im Sommer 2023 noch einen Flug pro Woche nach Basel im Flugplan.
Die Fluggesellschaften, die Kukës von 2021 bis 2023 bedienten, zielten vor allem auf den Verkehr zwischen dem südlichen deutschsprachigen Raum und Kosovo. Im Sommer 2021 verbanden Helvetic Airways und Air Albania den Flughafen mit Zürich. Außerdem bediente Air Albania aus logistischen Gründen noch den Flughafen Istanbul. Ab Juni 2022 flog Wizz Air ab Memmingen, Basel-Mülhausen, Karlsruhe/Baden-Baden und Wien nach Kukës. Air Albania, das im Sommer 2022 von Kukës nach Zürich und Basel flog, bediente den Flughafen im Sommer 2023 nicht mehr. Wizz Air stellte das Flugziel Mitte Juli 2023 während der Hochsaison ein.

## Geschichte

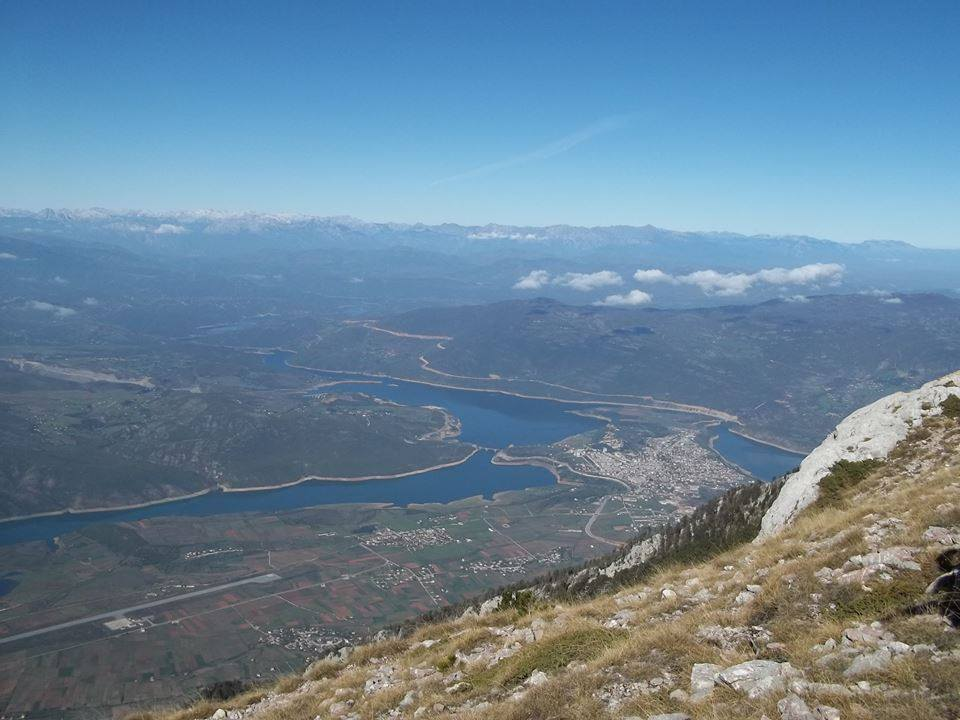
Der Flughafen südlich der Stadt Kukës (2013)

Eine erste Landepiste wurde in der Zwischenkriegszeit unter König Zogu auf dem Fusha e Meteorit südlich von Kukës (353 m ü. A.) eingerichtet. 1941 wurde sie von den italienischen Besatzern zu einem kleinen Flugfeld ausgebaut, das mit der Zeit rund 17 Hektar einnahm. Während des kommunistischen Regimes wurde dieses nur für militärische Zwecke und Notfälle genutzt und blieb auch danach noch militärisches Sperrgebiet.
Als während des Kosovokriegs Zehntausende albanische Flüchtlinge aus Kosovo in Kukës strandeten, rückte der Ort ins internationale Interesse. Dabei wurde auch die sehr schlechte Verkehrsanbindung des Berglands im albanischen Nordosten augenfällig, die eine Versorgung der Flüchtlinge erschwerte. In kurzer Zeit wurde das Flugfeld noch im Jahr 1999 von emiratischen Militäringenieuren notdürftig ausgebaut, um erste Hilfsflüge ermöglichen zu können. Laut Augenzeugen soll auch eine Boeing gelandet sein. Am 11. Juni verunglückte beim Start eine Lockheed Hercules der Royal Air Force: Die Maschine berührte einen Zaun und andere Objekte am Boden, worauf der Start abgebrochen wurde. Brennstoff aus einem beschädigten Flügel entzündete sich, wodurch das Flugzeug mehrheitlich zerstört wurde. Die Crew hatte falsche Angaben erhalten und war von einer längeren Piste ausgegangen.
Scheich Muhammad bin Zayid Al Nahyan aus den Vereinigten Arabischen Emiraten offerierte daraufhin eine Spende von 14,2 Millionen US-Dollar zum Bau eines Flughafens in Kukës, womit er auch seine Dankbarkeit für die arme lokale Bevölkerung zum Ausdruck bringen wollte, die die kosovarischen Flüchtlinge großzügig aufgenommen und unterstützt hatte. Im Mai 2003 erfolgte der Spatenstich für den neuen, nach dem ersten Präsidenten der Vereinigten Arabischen Emirate Scheich Zayid bin Sultan Al Nahyan benannten Flughafen. Ende 2006 waren die Bauarbeiten, ausgeführt durch eine seit 1992 in Albanien tätige kuwaitische Firma, im Wesentlichen abgeschlossen. Der Bau hat aber zu Lasten des albanischen Staats zahlreiche weitere Kosten zur Folge gehabt und soll rund 30 Millionen US-Dollar gekostet haben.
Während der Bauarbeiten kam es zu Protesten von Dorfbewohnern aus der Nachbarschaft, die mit den Entschädigungszahlungen für Enteignungen unzufrieden waren.
Radar und andere Einrichtungen der Flugkontrolle wurden erst nach 2006 eingerichtet. Der albanische Verkehrsminister Sokol Olldashi erklärte, dass der Flughafen seit dem September 2007 „bereit sei“, An- und Abflüge abzuwickeln. Damals seien die notwendigen Tests abgeschlossen worden. Obwohl der Flughafen seither über die Betriebslizenz verfügt, wurden weiterhin keine Flugbewegungen festgestellt.
Im Mai 2009 wurden erstmals kommerzielle Flüge zwischen Tirana und Kukës angeboten und der Flugbetrieb somit offiziell aufgenommen. Ob die angekündigten wöchentlichen Flüge einer albanischen Firma mit einem kleinen gecharterten Flugzeug regelmäßig durchgeführt wurden, ist nicht bestätigt. Verhandlungen mit den Betreibern des Flughafens Tirana Ende 2008 hatten zu keinen neuen Resultaten geführt: Weiterhin durften über Kukës keine internationalen Flüge abgewickelt werden.
Ende Juni 2010 wurde der Flughafen unter Anwesenheit von Ilir Meta, stellvertretender Ministerpräsident Albaniens, und Scheich Abdullah bin Zayid Al Nahyan, Außenminister der Vereinigten Arabischen Emirate und Sohn des Namensgebers, offiziell eröffnet. Die Baukosten wurden dabei mit 22 Millionen US-Dollar angegeben. Angaben über die künftige Nutzung wurden nicht gemacht.
Nachdem im April 2016 das Exklusivrecht des Flughafens Tirana für internationale Flugverbindungen gefallen war, wurde im Januar 2019 eine Konzession für den Betrieb des Flughafens über 35 Jahre an zwei albanischen Firmen vergeben. Die Konzessionäre wollten acht Millionen Euro in den Ausbau des Flughafens investieren. Die Piste sollte auf 2200 Meter verlängert und auf 45 Meter verbreitert, das Flughafengelände erweitert, das Terminal deutlich vergrößert werden, um gleichzeitig drei bis vier Flugzeuge mit rund 180–190 Passagieren abwickeln zu können. Entsprechend sollten auch das Vorfeld und der Parkplatz erweitert werden. Im April 2019 besuchte Ministerpräsident Edi Rama den Flughafen und kündigte einen Abschluss der notwendigen Arbeiten innerhalb von zwei Jahren an. Die Piste werde verbreitert und auf 2400 Meter verlängert, zudem sei ein neues Terminal und ein neuer Tower geplant. Ein Jahr später war das Terminal abgebrochen und Bauarbeiten für ein neues Terminalgebäude waren in Gange. Der Umfang der Investitionen wurde mit über 23 Millionen Euro angegeben. Am 18. April 2021 wurde mit einem Sonderflug von Air Albania aus London (mit Zwischenlandung in Tirana) der Abschluss der Erweiterungsarbeiten gefeiert. Es fehlte aber noch die Zertifizierung als internationaler Verkehrsflughafen. Helvetic Airways eröffnete am 9. Juli 2021 mit einem Flug von Zürich den kommerziellen Linienflugverkehr in Kukës. Am 15. Juli begann auch Air Albania mit der Aufnahme des Flugbetriebs von und nach Istanbul sowie Zürich. Ab Ende Oktober 2021 flog bereits keine Airline mehr den Flughafen an. Die Flughafenbetreiber gaben aber an, nach der eher überhasteten Eröffnung jetzt mit mehreren Airlines in Verhandlungen zu sein, und zeigten sich zuversichtlich, dass Kukës im Sommerflugplan 2022 regelmäßig bedient werde. Für den Sommer 2022 kündigte Wizz Air zwei Monate später die Aufnahmen von vier Flugverbindungen (Basel-Mulhouse, Karlsruhe/Baden-Baden, Memmingen, Wien) an, als CEO József Váradi den Flughafen besuchte. Wizz Air stellte im darauffolgenden Jahr nach einigen Monaten sämtliche Verbindungen nach Kukës aber wieder ein wegen der schwierigen Lage und Anflugbedingungen.

## Infrastruktur

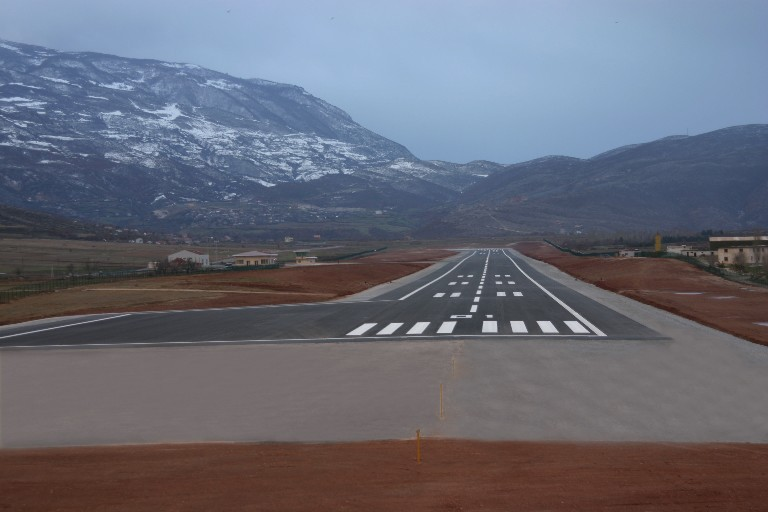
Piste von Norden (2008)

Der kleine Flughafen entsprach bis 2019 der internationalen Kategorie C und hatte eine Kapazität von 100'000 Passagieren. Er war ausgerichtet für die Abfertigung von mittelgroßen Flugzeugen mit 75 bis 100 Passagieren, von denen vier gleichzeitig hätten geparkt werden können. Nach dem Umbau sollen gleichzeitig drei Flugzeuge betreut werden und innerhalb einer Stunde vier Flugzeuge abfliegen können. Betrieben wurde der Flughafen bis 2019 vom albanischen Staat. Da der Flughafen nicht genutzt wurde, war der Unterhalt problematisch.
Nebst Piste und Vorfeld verfügt der Flughafen über ein kleines Passagierterminal mit einer Fläche von 3500 Quadratmetern, eine Zubringerstraße mit Parkplatz, einen Tower, ein Lagerhaus, Pistenbeleuchtung und eine Feuerwache. Die Infrastruktur ist für jährlich 750'000 Passagiere ausgerichtet.
Das 57 Hektar große Gelände ist von einem rund 5000 Meter langen Zaun umgeben. Die ursprüngliche Gepäckförderanlagen wurden vom deutschen Hersteller Hukom geliefert.